# Трика
Трика (санскр. त्रिक, IAST: trika — «троица») — понятие кашмирского шиваизма, тройственное проявление Божественного — Шива, Шакти и Ану; с другой стороны, кашмирский шиваизм носит такое название, потому что понятие троицы является основным в этом учении. Трика проявленa повсюду разными способами и на многих уровнях.
Термин «Трика» также является названием одного из крупнейших поднаправлений в кашмирском шиваизме — Трика-даршана.

## Список самых важных триад в кашмирском шиваизме

### Шива, Шакти и Ану
Согласно кашмирскому шиваизму есть три персонифицированных проявления Единой реальности:
1. «Высшее проявление» — Шива;
2. «Высшая творческая энергия» — Шакти;
3. «Духовный атом» — Ану (иногда «Нара» — человек).

Пассивно-созерцательное в проявленной реальности олицетворяет Шива, а Шакти выступает в роли активно-творящей космической силы, но различие между ними только формально-языковое, а по сути они есть единое.
Человек есть полное, но ограниченное проявление Единой реальности, в котором постоянно, на разных уровнях, существует связь с ней в виде вибраций (спанда), персонификацией которых является Шакти — динамический аспект Реальности, единственная, кто может помочь смертному осознать свою принадлежность к Единому, вернуть потерянное знание, что он есть одно с Шивой. Подобное просветление становится возможным только по доброй воле Шивы.

### Троичность Шакти
Трика проявляется также в Шакти:
1. пара-шакти — высшая внутренняя энергия Единого;
2. парапара-шакти (высшее-невысшее) — срединная энергия Единого, духовный мир;
3. апара-шакти — низшая энергия Единого, лишённая сознания материя.

### Желание, знание и действие
Все действия в этом мире, включая действия Бога, подчиненны трем фундаментальным энергиям:
1. иччха-шакти — энергия свободы (воли), эта энергия появляется в начале любого действия или процесса;
2. джняна-шакти — энергия знания, действие прежде всего должно быть ясно выражено в сознании;
3. крийя-шакти — энергия действия.

### Троица знания
1. праматри — познающий субъект;
2. прамана — методы знания;
3. прамея — объект познания.

В кашмирском шиваизме, когда удаётся добиться единства трёх видов знания, то познаётся истинная природа мира. Это область недвойственности, достижение состояния Шивы, слияние с Единым.

### Три состояния сознания
1. сушупти — лишенный сновидений сон, внутренние образы отсутствуют, после пробуждения возможно только смутное воспоминание об испытанном блаженстве;
2. свапна — состояние сновидения, воспринимаются только внутренние образы, но нет возможности действовать;
3. джаграт — бодрствующее состояние, осознаются объекты внешнего мира и человек действует в соответствии с этим осознанием.

Помимо этих трех состояний сознания есть четвёртое (турья), которое не поддаётся описанию.

### Тройственный путь
1. Шамбхавопая — дорога Шивы, божественный путь; беспрестанное духовное стремление — особенность этого короткого и трудного духовного пути;
2. Шактопая — путь Божественной энергии, дорога Шакти; на ней йог должен быть в состоянии совершенно управлять своими эмоциями и мыслями, полностью сливаться в своём сознание с Божественными энергиями;
3. Анавопая — индивидуальный путь, доступный для ограниченных существ (ану); здесь адепт должен стремиться пробудить свою душу, работая со своим интеллектом (буддхи), дыханием (прана), физическим телом (деха) или внешними объектами, вроде янтр или изображением своего гуру[5][6].